# Kurt Brock
 Kurt Harry Brock (født 20. maj 1910) var en dansk atlet. Han var under hele karrieren medlem af Københavns IF. Han vandt tre sølv- og tre bronze medaljer ved de danske mesterskaber i stangspring.

## Danske mesterskaber
- Bronze 1939 Stangspring 3,50
- Bronze 1938 Stangspring 3,50
- Sølv 1937 Stangspring 3,60
- Sølv 1936 Stangspring 3,60
- Sølv 1934 Stangspring 3,70
- Bronze 1932 Stangspring 3,50

## Personlige rekord
- Stangspring 3,80 Frederiksberg 16. september 1934.